# Commissione nazionale di sanità
La Commissione nazionale di sanità (国家卫生健康委员会T, 國家衛生健康委員會S, Zhōnghuá Rénmín Gònghéguó Guójiā Wèishēng Jiànkāng WěiyuánhuìP) è l'organismo rilevante del Consiglio di Stato della Repubblica Popolare Cinese in materia di sanità pubblica all'interno del paese. È stata istituita il 19 marzo 2018 con sede nella capitale Pechino, soppiantando la Commissione nazionale di sanità e pianificazione familiare. Il capo della Commissione ricopre il ruolo di ministro del Consiglio di Stato.

## Storia
A partire dal 1952, l'ambito sanitario nel paese è stato competenza del Ministero della sanità. Nel 2013 questa istituzione è stata abolita e sostituita dalla Commissione nazionale di sanità e pianificazione familiare, a sua volta succeduta nel 2018 dalla Commissione nazionale di sanità.
La Cina è un paese membro dell'Organizzazione mondiale della sanità, e durante la 72ª Assemblea mondiale della sanità il Ministro in carica Ma Xiaowei ha dichiarato l'interesse del paese, a partire dal 1978, nel migliorare l'assistenza sanitaria di base, nello sviluppare una rete di protezione universale per i cittadini e nell'incrementare la qualità, l'efficienza e l'accesso ai servizi sanitari di base.

## Lista di ministri
| # | Nome                | Carica        | Carica    |
| # | Nome                | Inizio        | Fine      |
| - | ------------------- | ------------- | --------- |
| 1 | Ma Xiaowei (马晓伟) | 19 marzo 2018 | in carica |

### Commissione Nazionale di sanità e pianificazione familiare
| # | Nome          | Carica        | Carica     |
| # | Nome          | Inizio        | Fine       |
| - | ------------- | ------------- | ---------- |
| 1 | Li Bin (李斌) | 16 marzo 2013 | marzo 2018 |

### Ministero della sanità
| #       | Nome                   | Carica        | Carica        |
| #       | Nome                   | Inizio        | Fine          |
| ------- | ---------------------- | ------------- | ------------- |
| 1       | Li Dequan (李德全)     | novembre 1949 | gennaio 1965  |
| 2       | Qian Xinzhong (钱信忠) | gennaio 1965  | giugno 1968   |
| 3       | Qiu Guoguang (邱国光)  | giugno 1968   | giugno 1970   |
| 4       | Chen Renhong (陈仁洪)  | giugno 1970   | luglio 1973   |
| 5       | Liu Xiangping (刘湘屏) | luglio 1973   | ottobre 1976  |
| vacante |                        |               |               |
| 6       | Jiang Yizhen (江一真)  | novembre 1977 | aprile 1979   |
| 7       | Qian Xinzhong (钱信忠) | aprile 1979   | maggio 1982   |
| 8       | Cui Yueli (崔月犁)     | maggio 1982   | marzo 1987    |
| 9       | Chen Minzhang (陈敏章) | marzo 1987    | marzo 1998    |
| 10      | Zhang Wenkang (張文康) | marzo 1998    | aprile 2003   |
| 11      | Wu Yi (吴仪)           | aprile 2003   | aprile 2005   |
| 12      | Gao Qiang (高强)       | aprile 2005   | giugno 2007   |
| 13      | Chen Zhu (陈竺)        | giugno 2007   | 16 marzo 2013 |